# The floor’s too far away
The floor's too far away is een studioalbum van Ozric Tentacles. Het is opgenomen in de eigen Stretchy Geluidsstudio in Somerset. Na het vorige album zag het ernaar uit dat de Ozric weer een stabiele samenstelling had.

## Musici
- Ed Wynne – gitaar, synthesizers, programmeerwerk (1-9)
- Matt "Metro" Shingelsky – slagwerk (1,2,6, 8)
- Brandi Wynne – basgitaar, synthesizers (1,2,5,6, 8)
- Merv Pepler – percussie (2)
- Tom Brooks – bubbles (3, 5, 7)

## Muziek
| Nr. | Titel                                                 | Duur |
| --- | ----------------------------------------------------- | ---- |
| 1.  | Bolshem (Ed Wynne)                                    | 4:49 |
| 2.  | Armchair journey (Ed Wynne, Brandy Wynne, Shingelsky) | 5:54 |
| 3.  | Jelly lips (Ed Wynne)                                 | 6:08 |
| 4.  | Vedavox (Ed Wynne)                                    | 2:51 |
| 5.  | Spacebase (Ed Wynne, Brandi Wynne)                    | 9:36 |
| 6.  | Disdots (Ed Wynne)                                    | 6:49 |
| 7.  | Etherclocks (Ed Wynne)                                | 8:02 |
| 8.  | Splat! (Ed Wynne, Brandi Wynne)                       | 9:00 |
| 9.  | Ping (Ed Wynne)                                       | 6:39 |